# Duguetia stenantha
Duguetia stenantha R.E.Fr. – gatunek rośliny z rodziny flaszowcowatych (Annonaceae Juss.). Występuje naturalnie w Peru, Kolumbii oraz Brazylii (w stanie Amazonas). 

## Morfologia
PokrójZimozielone drzewo dorastające do 21–23 m wysokości.
LiścieMają odwrotnie jajowaty kształt. Mierzą 14–16 cm długości oraz 4,5–6,5 cm szerokości. Nasada liścia jest od ostrokątnej do rozwartej. Blaszka liściowa jest o spiczastym wierzchołku. Ogonek liściowy jest nagi i dorasta do 3–5 mm długości.
KwiatyZebrane po 5–6 w pęczki, rozwijają się w kątach pędów.

## Biologia i ekologia
Rośnie w wilgotnych wiecznie zielonych lasach, na terenach nizinnych.